# Reao
Reao is een atol in de eilandengroep van de Tuamotuarchipel (Frans-Polynesië). Het atol is tevens een gemeente waartoe ook het atol Pukarua behoort. In 2017 woonden er 351 mensen.

## Geografie
Reao ligt 48 km WNW van het atol Pukarua en 1340 km ten oosten van Tahiti. Het is grofweg ellipsvormig, met een lengte van 24,5 km en een breedte van 5 km. Het landoppervlak bedraagt 20 km². Er is een lagune met oppervlakte van 34 km², zonder bevaarbare doorgang naar zee. 
Het atol ontstond rond de top van een vulkaan die 36,1 tot 36,8  miljoen jaar geleden 2005 meter van de zeebodem oprees.

## Geschiedenis
Archeologisch onderzoek, verricht in de jaren 1980, toonde aan dat er rond 1120 ± 40 n. Chr. Polynesische bewoning was, wat bleek uit gegraven geulen bij lensvormige lagen met zoet water waarin taroknollen werden geteeld. Hoewel het atol tot de verst liggende eilanden van de archipel behoort, zijn dit de oudste aanwijzingen voor bewoning.
De eerste Europeaan die melding van het eiland maakte was de Franse ontdekkingsreiziger Louis Isidore Duperrey in 30 april 1823. Rond 1850 werd het eiland Frans territorium en stichtten missionarissen in 1875 er de parochie van Saint-Augustin, onderdeel van het bisdom Papeete. In 1983 werd het eiland verwoest door een tropische cycloon. 

## Economie
Na de storm in 1983 is het eiland opnieuw beplant met 17000 kokospalmen. Het regelmatige patroon van deze aanplantingen is goed zichtbaar met Google Earth (2014). Het produceren van kopra (318 ton in 2009) is nog van economische betekenis. Daarnaast worden doopvontschelpen (soorten uit het geslacht Tridacna) gekweekt die worden verhandeld aan de aquariumhandel in Europa en Azië. Daarnaast is er zowel visserij voor eigen gebruik (bestaanseconomie) als voor de export. Bovendien is er sinds 1979 een start- en landingsbaan van ongeveer een kilometer lengte. Volgens cijfers uit 2019 waren er jaarlijks 120 vluchten en werden 2100 passagiers vervoerd. Het toerisme wordt hierdoor bevorderd. 

## Ecologie
De lagune biedt plaats aan kolonies zeldzame soorten rifkoralen zoals Porites mordax en Acropora formosa en 400 doopvontschelpen van de soort Tridacna maxima.
Er komen op de onbewoonde riffen 37 voornamelijk zeevogelsoorten voor waaronder zes soorten van de Rode Lijst van de IUCN waaronder de hendersonstormvogel (Pterodroma atrata).